# Keszőhidegkút
Keszőhidegkút ist eine ungarische Gemeinde im Kreis Tamási im Komitat Tolna.

## Geografische Lage
Keszőhidegkút liegt 36 Kilometer nordwestlich des Komitatssitzes Szekszárd und 11 Kilometer südwestlich der Kreisstadt Tamási am rechten Ufer des Flusses Kapos. Nachbargemeinden sind Belecska, Miszla, Gyönk und Regöly.

## Geschichte
Im Jahr 1913 gab es in der damaligen Großgemeinde 161 Häuser und 850 Einwohner auf einer Fläche von 1780 Katastraljochen. Sie gehörte zu dieser Zeit zum Bezirk Simontornya im Komitat Tolna.

## Sehenswürdigkeiten
- Brunnen
- Evangelische Kirche, erbaut 1794–1795 (denkmalgeschützt)

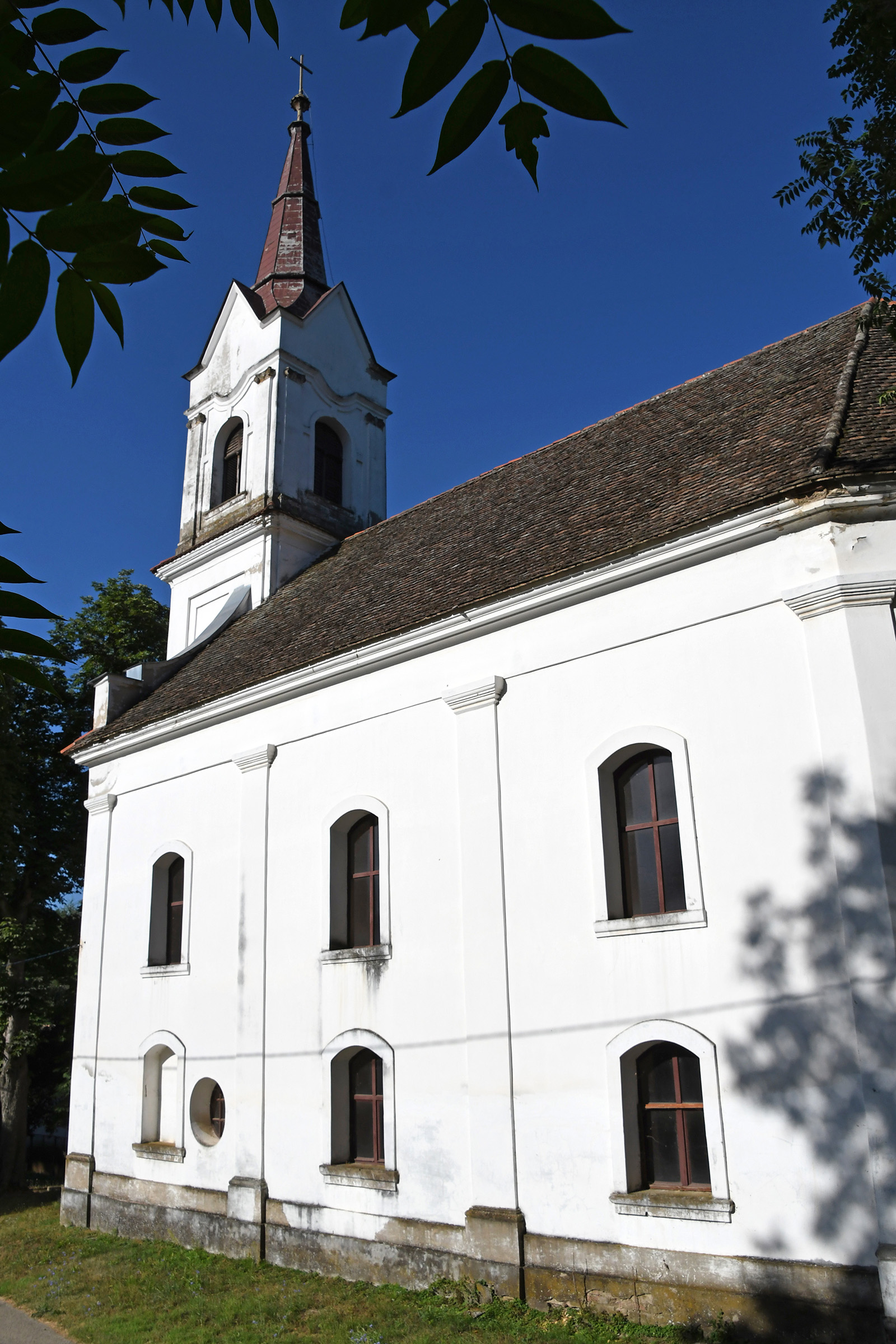
Evangelische Kirche
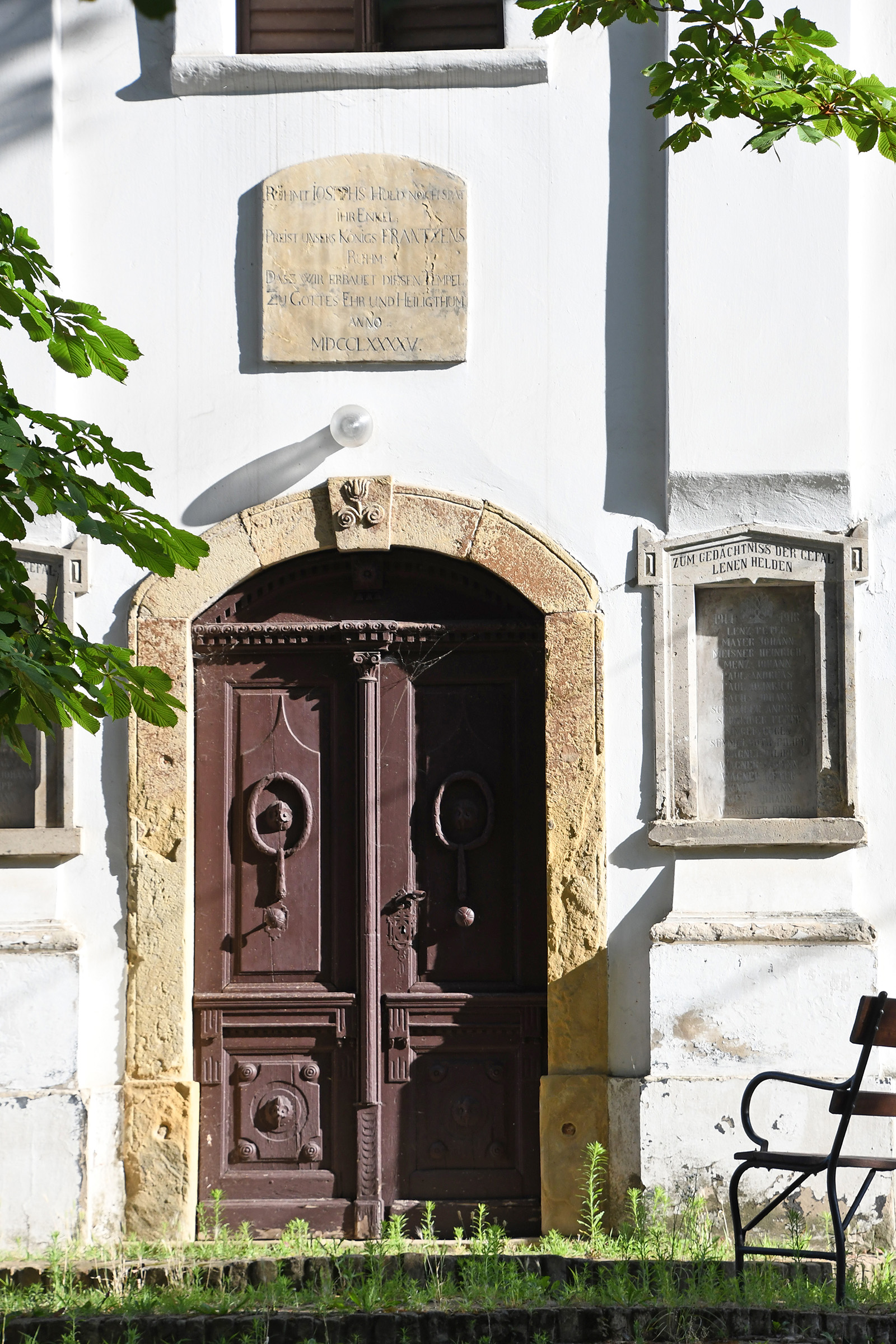
Eingang zur evangelischen Kirche

## Verkehr
Durch Keszőhidegkút verläuft die Landstraße Nr. 6313, die von Belecska nach Gyönk führt. Über den einen Kilometer südlich des Ortes gelegenen Bahnhof Keszőhidegkút-Gyönk ist die Gemeinde angebunden an die Eisenbahnstrecke von Budapest nach Szentlőrinc. Weiterhin gibt es Busverbindungen über Belecska nach Pincehely sowie über Szárazd nach Gyönk.

## Söhne und Töchter der Gemeinde Keszőhidegkút
- Heinrich Weissling (1923–2017), Übersetzer und Lexikograf